# Baby Bump
Baby Bump è un film del 2015 diretto da Kuba Czekaj.